# Morout
Morout a fost bunicul ducelui Menumorut. Sunt foarte puține mențiuni despre Morout, cert însă este că a domnit în ducatul bihorean înainte de așezarea ungurilor în Câmpia Panonică

## Mențiunea dinGesta Hungarorum
Terram vero que est inter Thisciam et silvam Igfon, que iacet ad Erdeuelu, a fluvio Morus usque ad fluvium Zomus, preoccupavisset sibi dux Morout, cuius nepos dictus est ab Hungaris Menumorout, eo quod plures habebat amicas, et terram illam habitarent gentes Cozar qui dicuntur.
Țara care se află între Tisa și pădurea Igfon, ce „zace” de la Ardeal la „fluviul” Mureș până la „fluviul” Someș, fusese ocupată de însuși ducele Morout, al cărui nepot era zis de către unguri Menumorout și care avea mai multe „amice” și în țara căruia locuiau oamenii cărora le zice Cozar. (traducere neidiomatică, legată de original)
Din capitolul XI „De ciuitatibus lodomer et Galicia”